# アルバロ・マルティン
アルバロ・マルティン（Álvaro Rafael Martín Uriol、1994年6月18日 - ）は、スペイン・エストゥレマドゥーラ州バダホス県リェレーナ出身の男子陸上競技選手（競歩）。

## 経歴
2012年にイギリス・ロンドンで開催されたロンドンオリンピックでは、男子20km競歩に出場したが途中棄権した。
2016年にブラジル・リオデジャネイロで開催されたリオデジャネイロオリンピックでは、男子20km競歩に出場して22位となった。
2021年の東京オリンピックでは、男子20km競歩に出場して4位となった。なお、競歩競技は東京都ではなく北海道札幌市で実施され、女子20km競歩でもスペインのマリア・ペレスが4位となっている。
2023年にハンガリー・ブダペストで開催された世界選手権では、男子20km競歩と男子35km競歩の双方で金メダルを獲得した。なお、女子ではマリア・ペレスが2冠に輝き、スペインが五輪を含む世界大会史上初の「競歩完全制覇」を成し遂げた。
2024年にフランス・パリで開催されたパリオリンピックでは、男子20km競歩に出場して銅メダルを獲得し、マリア・ペレスとのペアで出場した男女混合リレーでは金メダルを獲得した。